# 2008-as azerbajdzsáni elnökválasztás
A 2008. évi azerbajdzsáni elnökválasztásra 2008. október 15-én került sor Azerbajdzsánban. Több párt is bojkottálta a megtartott választásokat, többek között a Müsavat, az Azerbajdzsáni Népfront Pártja és az Azerbajdzsáni Demokrata Párt is. Ennek oka a közvélemény-kutatások adatainak állítólagos összezavarása és a politikai ellenfelekre nehezedő nyomás. A leadott szavazatok 89%-ával İlham Əliyev lett ismét az ország elnöke.

## Háttér
A hivatalban lévő elnököt 2008. augusztus 3-án az Új Azerbajdzsán Párt ismét jelölte elnöknek. A Müsavat, az Azerbajdzsáni Népfront Pártja és az Azerbajdzsáni Demokrata Párt ugyanakkor bejelentette, hogy a nem megfelelő feltételek miatt bojkottálják a választásokat. Ezzel szemben Alijev egyik segítője azt mondta, az ellenfelek azért nem indulnak, mert már előre tudják, hogy az elnök nagy többséggel nyerne. Összesen hét jelölt nyújtotta be a jelentkezéshez szükséges iratokat. Minden jelöltnek 40 000 támogató aláírást kellett gyűjtenie.
A kampányidőszak szeptember közepén kezdődött. A törvény szerint a jelölteknek négy hét áll rendelkezésére a kampányukhoz. A Radio Free Europe/Radio Liberty szerint mind az állami, mind a magán médiaállomásokon a hivatalban lévő elnök javára csaltak a jelölés alatt is.

## A választás
A választáson több mint 500 nemzetközi megfigyelő vett részt, nagy részük az EBESZ képviseletében. Az EBESZ jelentése szerint az előző választásokhoz képest történtek előrelépések, azonban még mindig messze van a nemzetközi normáktól. Ennek az az oka, hogy a hivatalban lévő Ilham Alijevnek nem akadt kihívója. Ennek ellenére az Egyesült Államok meg volt elégedve a választások végeredményével, s a következőt hozták nyilvánosságra: "A választások lebonyolításáért gratulálunk az azerbajdzsáni népnek, és értékeljük az előző választástól eltérő lebonyolításban megmutatkozó előrelépéseket."
A választást bojkottáló Azerbajdzsáni Liberális Párt jelöltje azt mondta, hogy ennek a vezetőségnek nincs meg a legitimitása, és a választás eredménye nem tükrözi a nép akaratát.

## Eredmények
Összesen hét jelölt regisztráltatta magát a Központi Választási Bizottságnál.
A hivatalban lévő İlham Əliyev a leadott szavaztatok több mint 88,73%-ával megnyerte a választást. A második a szavazatok 2,86%-ával Igbal Aghazade lett. A választásokon a jogosultak 75,64%-a vett részt.
| 2008-as azerbajdzsáni elnökválasztás | 2008-as azerbajdzsáni elnökválasztás | 2008-as azerbajdzsáni elnökválasztás | 2008-as azerbajdzsáni elnökválasztás | 2008-as azerbajdzsáni elnökválasztás |
| Párt                                 | Párt                                 | Jelölt                               | Szavazatok                           | Százalék                             |
| ------------------------------------ | ------------------------------------ | ------------------------------------ | ------------------------------------ | ------------------------------------ |
|                                      | Új Azerbajdzsán                      | İlham Əliyev                         | 3 232 259                            | 88,73%                               |
|                                      | Azerbajdzsáni Remény Pártja          | Igbal Aghazade                       | 104 279                              | 2,86%                                |
|                                      | Rend Pártja                          | Fazil Mustafayev                     | 89 985                               | 2,47%                                |
|                                      | Összazerbajdzsáni Népfront           | Gudrat Hasanguliyev                  | 83 037                               | 2,28%                                |
|                                      | Függetlenek                          | Gulamhuseyn Alibayli                 | 81 120                               | 2,23%                                |
|                                      | liberális demokraták                 | Fuad Aliyev                          | 28 423                               | 0,78%                                |
|                                      | Modern Egyenlőség Pártja             | Hafiz Hajiyev                        | 23 771                               | 0,65%                                |
| Érvénytelen szavazatok               |                                      |                                      |                                      |                                      |
| Összesen                             | Összesen                             | Összesen                             | 3 642 874                            | 100,00%                              |
| Részvételi arány                     | Részvételi arány                     | Részvételi arány                     | 75,64%                               | 75,64%                               |